# 彼得·加布里埃尔
彼得·加布里埃尔（捷克語：Petr Gabriel，1973年5月17日—），捷克前男子足球运动员，场上位置是后卫。他曾代表捷克国家队参加2000年欧洲足球锦标赛，结果队伍止步小组赛阶段。